# Hans Olde
Johannes Wilhelm (Hans) Olde (27 de abril de 1855, Süderau - 25 de octubre de 1917, Kassel) fue un pintor alemán y administrador de una escuela de arte.

## Vida
Él originalmente planeado seguir la tradición familiar y ser un granjero pero, tras las fuertes objeciones de su padre, fue a estudiar con Ludwig von Löfftz en la Academia de Bellas Artes de Múnich en 1879. Él y su amigo, el escultor Adolf Brütt, se traslaron a Italia en 1883. Tres años después, sin embargo,  decidió asistir a la Académie Julian en París, donde expuso en el Salón de París y descubrió el impresionismo. A su regreso a Alemania,  fue uno de los fundadores de la Secesión de Múnich y, en 1894, colaboró para crear la Sociedad de Apreciación al Arte llamado Schleswig-Holstein. Viajó extensamente en los próximos años y este es considerado por ser su periodo más creativo. En 1898, también participó en la fundación de la Secesión de Berlín. El retrato de Friedrich Nietzsche es una de las obras más famosas del artista.
En 1902, cuando pasó a ser Director de la Escuela de Arte del Gran Ducado de Sajonia-Weimar, Olde comenzó a trabajar en planes para crear muchas reformas universitarias e institucionales, incluyendo la admisión de mujeres. Brütt se convirtió en Director de la Escuela de Escultura de Weimar en 1905, las escuelas estuvieron unidas juntas como el "Escuela de Bellas Artes del Gran Ducado de Sajonia", el cual más tarde sería fusionado con la Escuela de Artes y Oficios del Gran Ducado de Sajonia para convertirse en el "Staatlisches Bauhaus" (actual Escuela de la Bauhaus).
Durante ese periodo, Olde, Brütt y Henry van de Velde actuaron como asesores para el Gran Duque Guillermo Ernesto, en la renovación del centro de la ciudad de Weiar. En 1911, Olde pasó a ser el director de la Real Academia de Arte en Kassel e inició el proceso de transformar la escuela a una universidad. (Actualmente,  es una división de la Universidad de Kassel llamada el Kunsthochschule Kassel)
Tres calles fueron nombradas en su honor; en Kiel, Dänischenhagen (dónde está enterrado) y en Blankenfelde-Mahlow. Su hijo, Hans Olde el menor de sus hermanos (1895-1987), era también un pintor.

## Galería

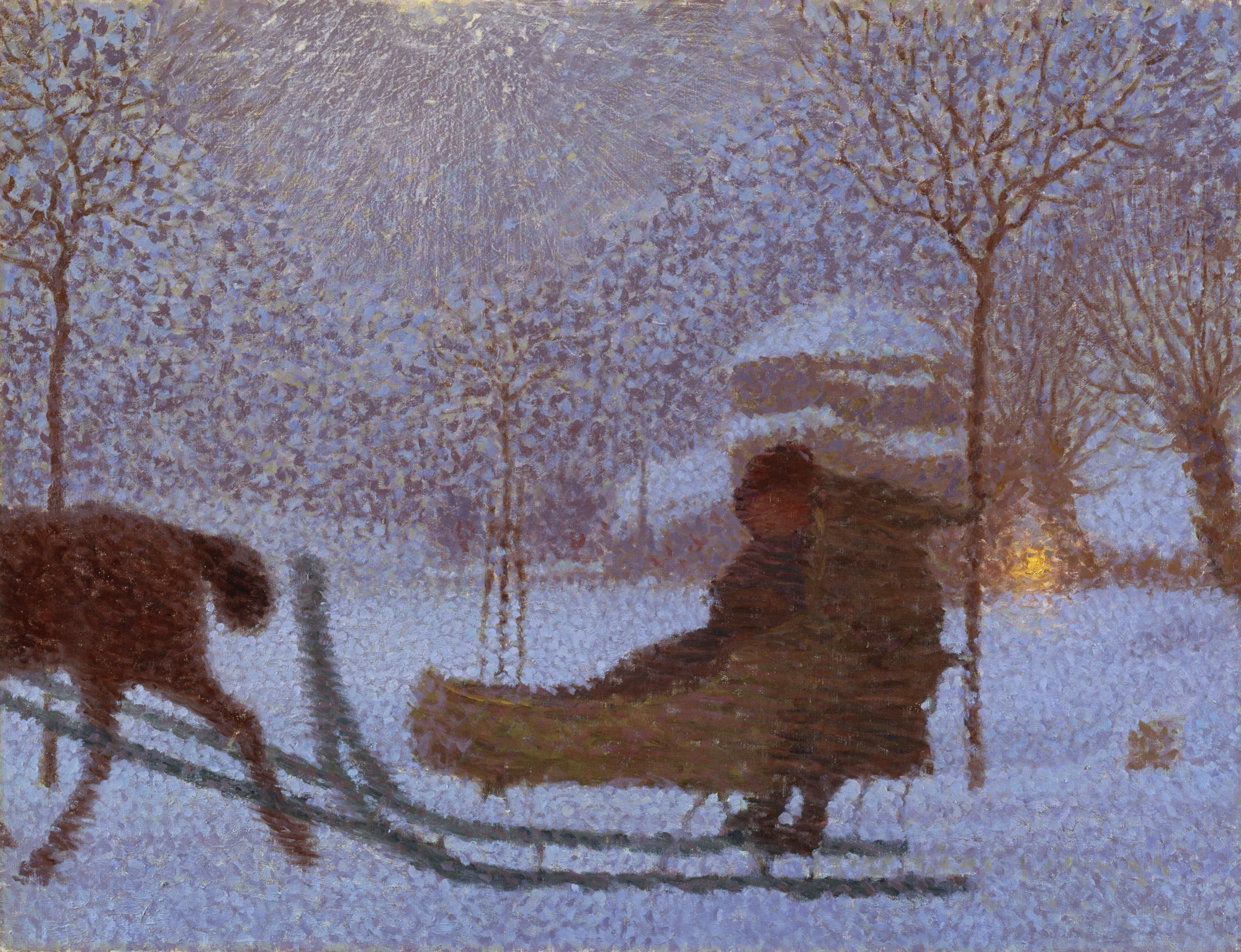
Trineo en un paisaje invernal
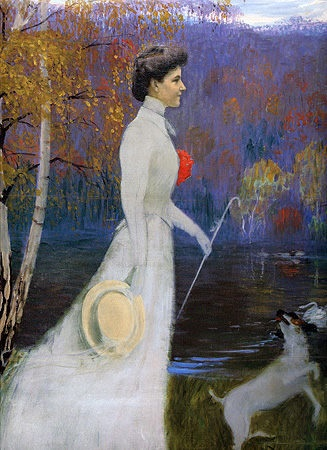
Princesa Carolina Luisa de Sajonia-Wimar-Eisenach
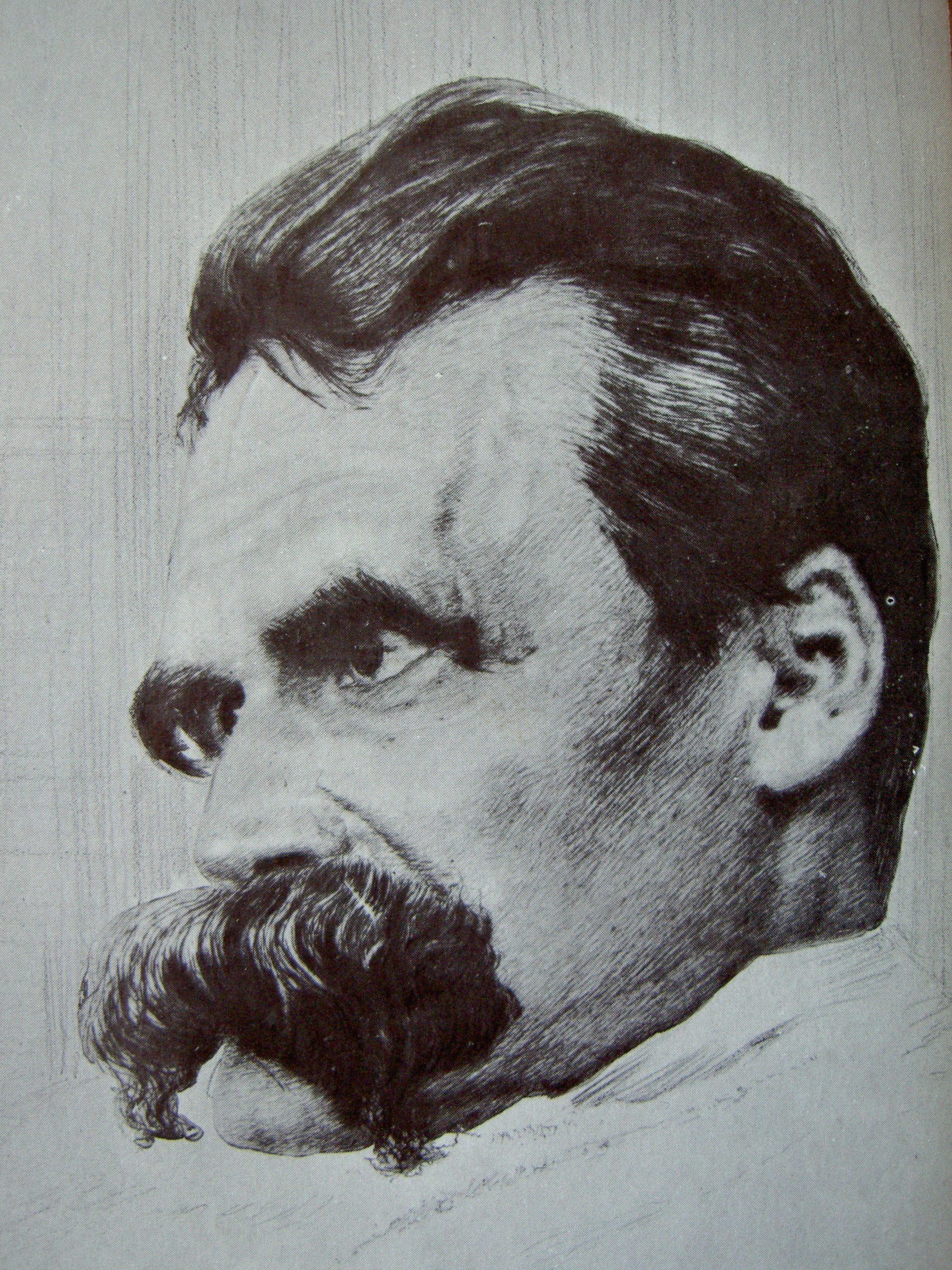
Dibujo de Friedrich Nietzsche
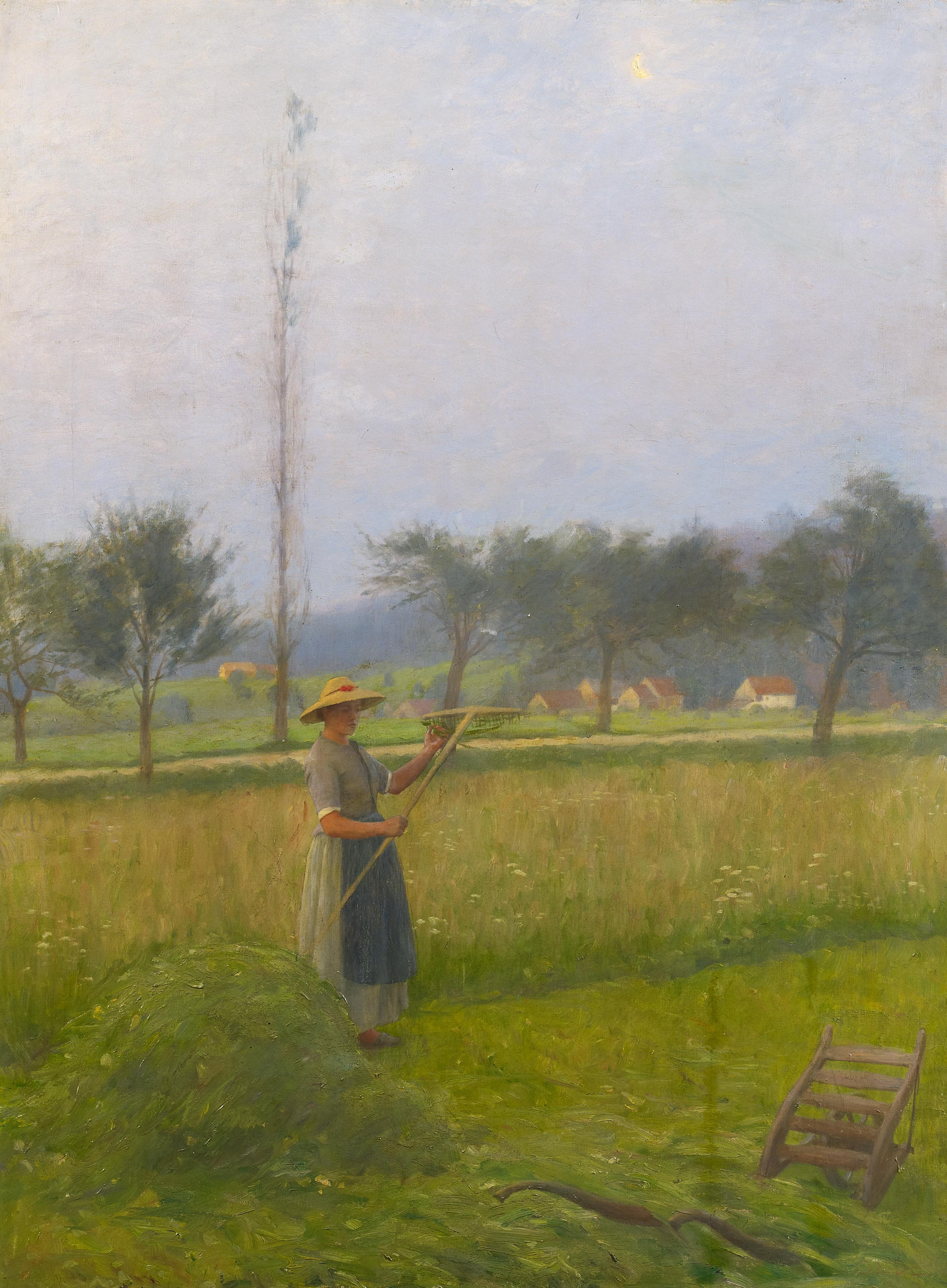
Cosecha de heno
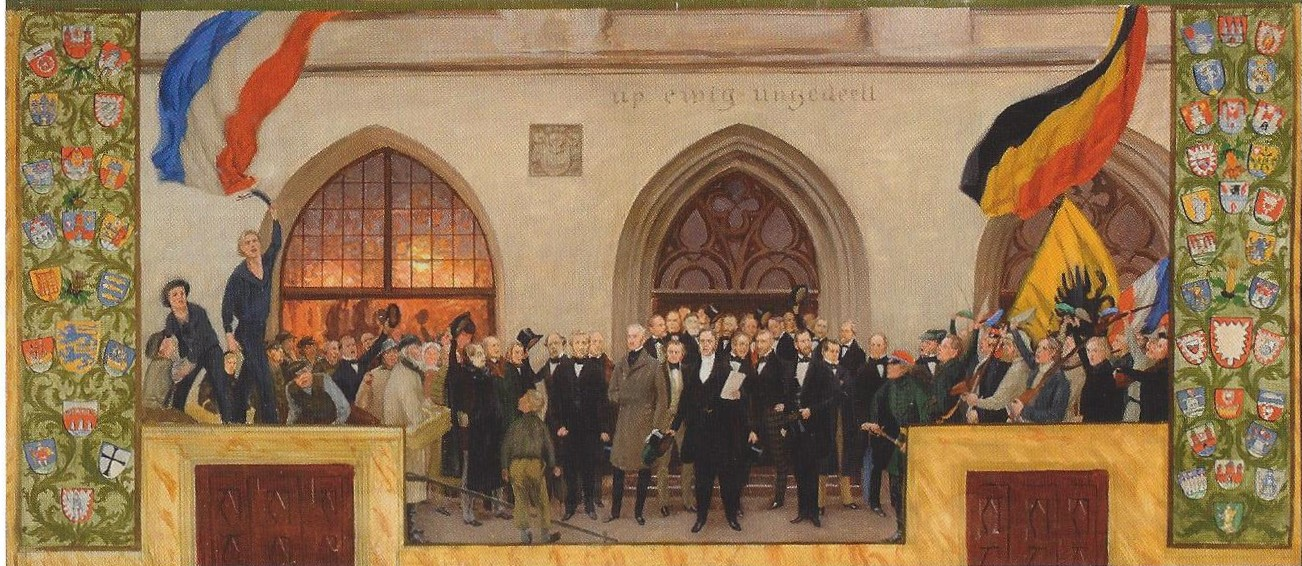
Proclamación del Gobierno provisional de Schleswig-Holstein
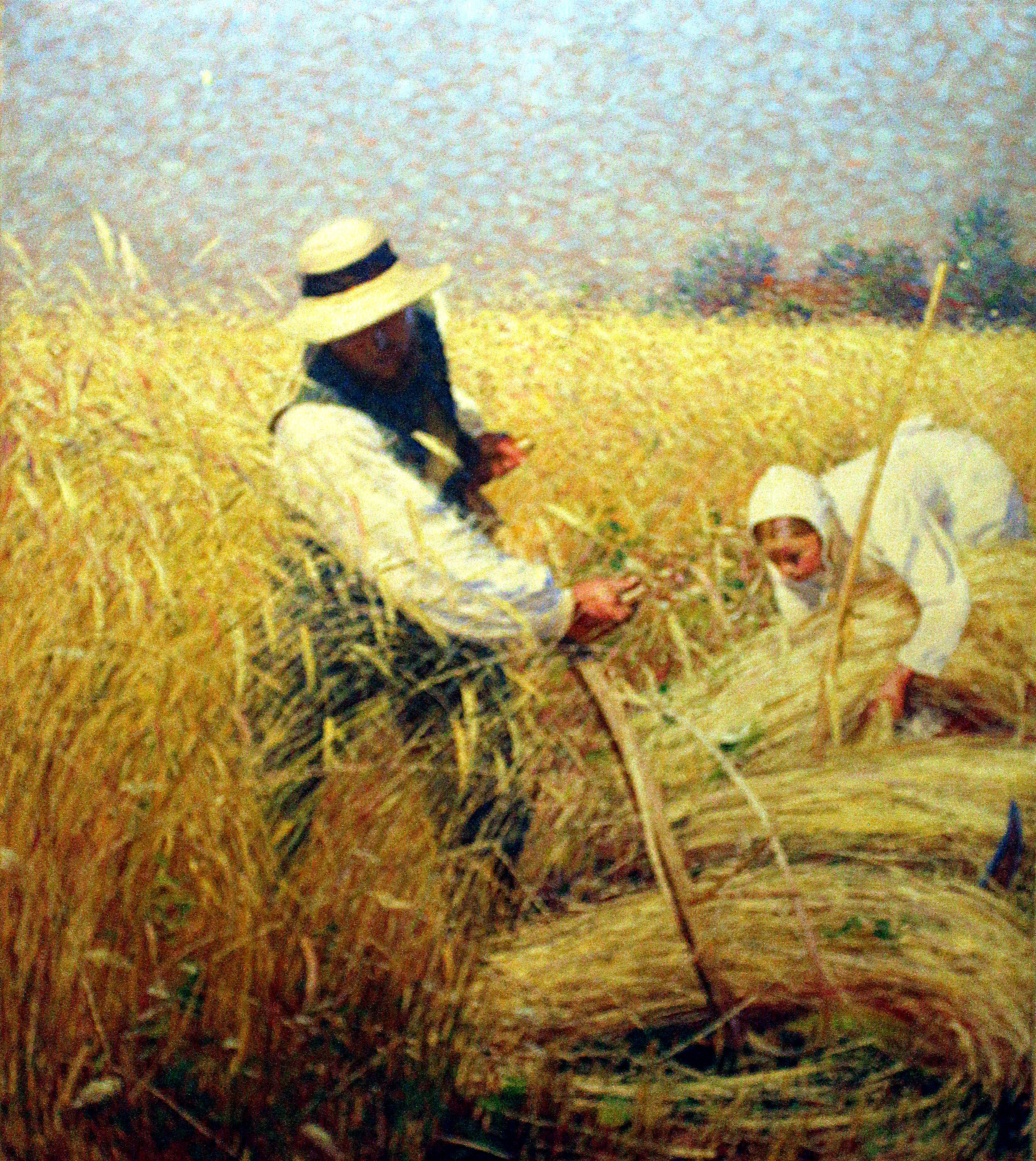
Cosecha de heno

## Otras fuentes
- Gabriele Bremer, Heinz Spielmann: Hans Olde und die Freilichtmalerei en Norddeutschland. Bestandskatalog des Schleswig-Holsteinischen Landesmuseums Kloster Cismar. Schleswig 1991.
- Hildegard Gantner-Schlee: Hans Olde 0 1855–1917. Leben und Werk. Disertación, Tübingen 1970.